# Словенска митологија
Словенски паганизам, словенска митологија или словенска религија односе се на верска веровања, митове и ритуалне праксе Словена пре христијанизације, која се догодила у различитим фазама између 8. и 13. века.
Јужни Словени, који су се вероватно населили на Балкану током 6. и 7. века нове ере, граничећи се са Византијским царством на југу, релативно рано су дошли под сферу утицаја источног хришћанства, почевши од стварања писма за словенске језике (прво глагољица, а затим ћирилица) 855. године од стране браће Светих Ћирила и Методија и усвајања хришћанства у Бугарској 864. и 863. године у Великој Моравској. Источни Словени су уследили са званичним усвајањем 988. године од стране Владимира Великог из Кијевске Русије.
Процес христијанизације Западних Словена био је постепенији и компликованији у поређењу са Источним. Морављани су примили хришћанство већ 831. године, бохемске кнежевине су следиле 845. године, а Словаци су примили хришћанство негде између 828. и 863. године. Први историјски пољски владар, Мјешко I, прихватио је хришћанство много касније, 966. године, отприлике у исто време када и Лужички Срби, док су Полапски Словени тек од 12. века па надаље дошли под значајан утицај Католичке цркве. За Полапске Словене и Лужичке Србе, христијанизација је ишла руку под руку са потпуном или делимичном германизацијом.
Међутим, хришћанизација словенских народа била је спора и – у многим случајевима – површна појава, посебно на територији данашње Русије. Била је снажна у западним и централним деловима данашње Украјине, пошто су били ближи Кијеву, престоници Кијевске Русије. Чак и тамо, међутим, народни отпор предвођен волхвима, паганским свештеницима или шаманима, периодично се јављао вековима. Народни отпор хришћанству био је широко распрострањен и у раној Пољској, кулминирајући паганском реакцијом.
Западни Словени Балтика су жилаво одолевали хришћанству све док им није насилно наметнуто кроз Северне крсташке ратове. Међу Пољацима и Источним Словенима, побуне су избијале током целог 11. века. Хришћански хроничари су извештавали да су Словени поново прихватали своју првобитну религију (лат. relapsi sunt denuo ad paganismus).
Многи елементи словенске аутохтоне религије званично су укључени у словенско хришћанство (што се манифестовало у архитектури руске цркве, иконопису итд.), а обожавање словенских богова је опстало у незваничној народној религији до модерног доба. Отпор Словена хришћанству довео је до „хировитог синкретизма“, који се на старословенском називао двоверје, „двострука вера“. Од почетка 20. века, словенска народна религија је прошла кроз организовано преобликовање и реинкорпорацију у покрет словенске изворне вере (Родноверје).

## Историографија
Словенска митологија постала је предмет научног истраживања од друге половине 18. вијека, појавом дијела Михаила Попова „Опис древне словенске паганске басне” (рус. Описание древнего славянского языческого баснословия; 1768) и Михаила Чулкова „Алфабет руског сујевјерја…” (рус. Абевега русских суеверий…; 1786). Почетком 19. вијека појавиле су се студије Григорија Глинке „Древна религија Словена” (рус. Древняя религия славян; 1804) и Андреја Кајсарова „Словенска и руска митологија” (рус. Славянская и российская мифология; 1810).
У 19. вијеку проучавање словенске митологија добија нови замах појавом збирке „Словенски вјесник” (рус. Славянский вестник; 1866), која је објављена под уредништвом Алексеја Хованског, а у којој су своје чланке о овом питању објавили Дмитриј Шепинг, Александар Атанасјев, Александар Потебња, Николај Карејев, Федор Буслајев и други. У часопису „Филолошке биљешке” (рус. Филологические записки) 1884. објављен је чланак Луја Лежеа „Кратка скица словенске митологије” (рус. Краткий очерк славянской мифологии), који садржи детаљан библиографски приказ савремених публикација на ову тему, а 1907. у збирци је објављен превод његове „Словенске митологије”.
У 20. вијеку јавиле су се студије Лубора Нидерлеа „Словенске старине”, Дмитрија Зеленина „Есеји о руској митологији”, Евгенија Аничкова „Словенство и древна Рус”, Владимира Попа „Морфологија бајке” и „Историјски коријени бајке”, „Истраживања у области словенских старина” Вјачеслава Иванова и Владимира Топорова и „Паганизам старих Словена” Бориса Рибакова.
Постоје различити правци у проучавању словенске митологије, укључујући митолошке, историјске и семиотичке школе.
Митолошка школа (Александар Потебња, Александар Атанасјев, Федор Буслајев и др.) објашњава садржај мита обожењем небеских тијела и појава које се међусобно боре (Сунце, Мјесец, звијезде) или атмосферских појава (олуја, гром и др.). По мишљењу Сегеја Токарева, представници ове школе ослањали су се углавном на нагађања, као и на податке индоевропских студија, што им је сузило видике.
У оквиру историјске школе (Всеволод Милер, Николај Тихонравов, Сергеј Азбелев и др.) иза сваке књижевне или народне приче виде се историјске или археолошке стварности. Познати представник ове школе био је академик Борис Рибаков, који је кроз своја дјела створио реконструкцију словенске старе вјере и митологије, спајајући поједине елементе словенског фолклора из неолитског доба. Главом пантеона и демијургом сматрао је бога Рода, биће које се помиње у древним руским књижевним изворима. Извјестан број других научника не слаже се са Рибаковим концептом, према којем он не одговара у потпуности изворима и углавном је хипотетичан. Рибакове идеје нису добиле подршку у савременој научној заједници.
Семиотичка школа културу посматра као систем који се састоји од „бинарних опозиција” и који садржи „универзални код”. Током шездесетих и седамдесетих година 20. вијека семиотички приступ је стекао славу проучавањем словенске митологије који су развили лингвисти Владимир Топоров и Вјачеслав Иванов, чији је један од главних праваца истраживања био реконструкција археотипова. Конкретно, створили су теорију основног мита, комбинујући стару митолошку школу, индоевропску и структурализам (са својим обједињеним и једноставним менталним схемама у средишту сложених митолошких система). „Основни мит” је реконструисан као заплет борбе змија, противљења, супротстављања два антагонизма — антропоморфног божанства Громовника и његовог противника хтонске Змије. Сви остали корелирају с том опозицијом — свјетлост—тама, горе—доле итд. У словенској митологији Перун и Велес се сматрају тим антагонистима. Неки истраживачи вјерују да ова теорија не одговара у потпуности изворима, нарочито јер се из извора не зна ништа о односу Перуна и Велеса. Поред тога, није јасно зашто би управо овај мит требало сматрати основним. Лингвиста и фолклориста Никита Толстој писао је о „тровјерју” (синтези старе словенске вјере, древне вјере и хришћанства) и присуству у старој словенској вјери примитивних идеја о једном Богу.

## Формирање
Словенска митологија је настала током дужег периода у поступку одвајања старих Словена од индоевропске заједнице народа 2—1. миленију прије н. е. и у интеракцији са митологијом и религијом сусједних народа. Стога, наравно, у словенској митологији постоји значајан индоевропски слој. Претпоставља се да укључе вид бога олује и борбене дружине (Перун), бога стоке и подземног свијета (Велес), елементе оличја близаначких божанстава (Јарило и Јарилиха, Иван да Марија) и божанство небеског оца (Стрибог). Индоевропског поријекла су Мајка земља, богиња ткања и предања (Мокош) повезана с њом, соларно божанство (Дажбог) и неколико других.
Вјеровања Словена и Балта веома су блиска и слична. То се односи на божанства као што су Перун (Перкунас), Велес (Велњас) и врло могуће на друга. Много тога је заједнично са германо-скандинавском митологијом: мотив свјетског дрвета, присуство змајева итд.
Како су се Словени досељавали са прасловенске територије, дошло је до диференцијације словенске митологије и изолације локалних варијанти, које су дуго задржале главне карактеристике заједничке словенске митологије. Таква је митологија балтичких Словена (западнословенска племена сјеверног дијела међуријечја Елбе и Одре) и источних Словена. Претпоставља се да су постојале и друге варијанте (посебно јужнословенска на Балкану и западнословенска у пољско-чешко-моравској области), али сачувано је мало података о њима.
Касне прасловенске митолошке представе из доба раних државних формација најпотпуније представљају источнословенска митологија и митологија балтичких Словена.

## Митолошка слика свијета
О ставовима старих Словена о стварању и структури околног свијета мало се зна због практичног одсуства писаних извора. Према томе, нека представа о овом дијелу погледа на свијет старих Словена може се добити само из посредних извора — археологија, етнографија, посредне информације из писаних извора.

### Поједини извори
Многи истраживачи повезују се с различитим аспектима рељефних слика словенског модела свијета на Збручком стубу, каменој статуи пронађеној на територији Тернопољске области у Украјини. Три нивоа, на која су рељефи подијељени, сматрају се сликом тродјелне подјеле свијета, четири лица статуе повезана су са странама свијета или годишњим добима. Историчар Владимир Петрухин указује да Збручки стуб одражава словенски пантеон и словенски просторни модел свијета, његове слике персонификују највише мушке и женске богове горњег (небеског) свијета, духове и људе средњег (земаљског) свијета и хтонска бића подземног свијета која подржавају земљу. Збручки стуб може бити оличје антропоцентричног модела свијета Словена из раног средњег вијека. Његови претходници научници сматрали су га „антском” зооантропоморфном фибулом с аксијалном антропоморфном фигуром, која би могла симболизовати свјетски стуб или свјетско дрво. Лична одјећа, почев од античког доба, оличавала је „космички” поредак и одражавала карактер средњовјековне представе о човјеку као „микрокосмосу”.
Фрагментарни подаци о погледу на свијет старих Словена могу се добити из староруске књижевности. Конкретно, „Учење” Владимира Мономаха помиње ириј — далеку јужно земљу у коју птице одлијећу током зиме. Уз помоћ етнографски материјала може се сазнати да је ириј у народном сјећању касније поистовјећен с рајем и персонификовао је „земљу блажених”, други свијет.
Неке податке о погледима Словена даје староруска заклетва из споразума Русије с Византијом, а чији текст се налази у саставу „Повијести минулих љета”:
А ако не испунимо горе наведено… онда будимо жути, попут овог злата.
Ова заклетва се објашњава чињеницом да су упокојени Словени по правилу изгледали жуто, па стога у овом случају ријечи „будемо жути” имају непосредно значење „будемо мртви”. Везано за то, треба напоменути да су подземље или тридесето царство често представљени златном бојом у руским бајкама, као и становници другог свијета. Ова митологема се вјероватно налази код других индоевропских народа (нпр. Одинова платна палата).
Коначно, према неким истраживачима, неки подаци о погледима старих Словена о Универзуму могу се добити из епа „Слова о Игоровом походу” из 12. вијека. Овај одломак привлачи посебно пажњу:
вјешта пјевца старога Бојана, који знаде вјешто укитити, час се дрвљем и тамо и амо, час се зорно мрким вуком вући, сада лећет небу под облаке и ка оро парати га крилом.
Неки истраживачи у овом одломку проналазе тродјелну подјелу свијета (небо—ваздух—земља) и архетипску слику свјетског дрвета. У овом случају се испоставља да је Бојан, попут древних германских складова, путовао дуж свјетског дрвета, повезујући тако свијетове и примајући божанско знање и инспирацију из горњег свијета. Поред тога, концепт свјетског дрвета сачувао се и у каснијој традиционалној култури словенских народа — у бајкама, заклетвама, приказима предања итд. Нпр. у почетном дијелу заклетве говорник себе локализује у средишту светог свијета:
На мору-Океану, на острву Бујане налази се храст Карколист, на том храсту сиједи соко, под тим храстом змија…
Ово може одражавати како су Словени (у овом случају Руси) замишљали свемир: у средишту свјетског океана налази се острво (Бујан), на којем у центру свијета, лежи камен (Алатир) или свјетско дрво (по правилу, храст). На овом дрвету, као што се види из заклетве, сједи птица, а испод дрвета је змија. Ова слика је врло слична германско-скандинавској и оној која је представљена у „Слову о Игоровом походу”.

### Реконструкција
Свјетско дрво, као и код многих других народа, било је универзална слика која је синтетизовала све митолошке нивое. У овој функцији у словенским фолклорним текстовима обично се појављују ириј, рајско дрво, бреза, јавор, храст, бор, јасен, јабука. Различите животиње су ограничене на три главна дијела свјетског дрвета. До грана и врхова — птице (соко, славуј, птице митолошког карактера, див и др.), такође и Сунце и Мјесец. Код дебла пчеле, до коријена хтонске животиње (змије, дабар и др.). Дрво се у цјелини може упоредити са особом, нарочито са женом: познати су прикази дрвета или жене између два коњаника, птица и сличних композиција сјеверноруског веза. Помоћу свјетског дрвета, моделује се трострука вертикална структура свијета, три царства: небо, земља и подземље, четворна хоризонтална структура (сјевер, запад, југ, исток, одговарајућа четири вјетра), живот и смрт (зелено, цвјетност дрвета и суво дрво, дрво у календарским обредима) и др.
Свјет је описан систем основних смислених бинарних опозиција, бинарних опозиција које су одредиле његове просторне, временске, друштвене и друге карактеристике. Супротност погодно—непогодно за колектив се понекад исказивала у ликовима који посједују позитивне или негативне особине, ули у персонификованим члановима опозиције: срећа — несрећа.
Човјек је у корелацији са свим нивоима митологије, посебно у ритуалима (нпр. полазник). Прасловенски концепт душе, духа разликовао је особу од других створења, укључујући животиње, и имао је индоевропско поријекло.

## Ликови

### Виша митологија
Подаци о саставу прасловенских богова највишег нивоа веома су ограничени, јер су их послије христијанизације замијениле слике хришћанске религије и митологије. Постоји разлог за вјеровање да су словенски богови у предхришћанско доба већ чинили пантеон.
Највиши ниво словенске митологије карактерише најопштија врста функција божанстава (ритуално-правна, војна, економско-природна), њихова повезаност са званичним култом — све до раних државних пантеона.
Поред Перуна и Велеса, могла би обухватити и она божанства чија су имена позната бар у двије различите словенске традиције. Ови богови укључујући старословенског Сварога (у односу на ватру — Сварожић, тј. Сваровог син), Zuarasiz код балтичких Словена (нпр. чешки и словачки raroz и румунски sfarog, сугеришући јужнословенски облик овог имена). Други примјер је староруски Дажбог и јужнословенски Дабог (у српском фолклору). Ситуације је сложенија са именима типа староруских Јарило и Јаровита (лат. Gerovitus) код балтичких Словена, будући да су ова имена заснована на старим епитетима одговарајућих божанстава. Епитети слични имену, корелирали су и са боговима прасловенског пантеона: нпр. Мајка земља и друга женска божанства.
Нижи ниво могао би укључивати божанства повезана са економским циклусима и сезонским обредима, као и богове који су оличавали интегритет малих затворених колектива. Вјероватно је већина женских божанстава која су имала блиске везе с колективом (Мокош и др.), понекад мање антропоморфна од божанстава највишег нивоа, припадала овом нивоу.
Елементи сљедећег нивоа имали су најапстрактније функције и, вјероватно, понекад су могли бити персонификације чланова главних супротности: Срећа, Лихо, Правда, Кривда, Смрт или специјализоване функције, нпр. Суд. Уобичајени словенски концепт „бога” повезан је с ознаком среће, нпр. богат (имати бога, среће) — убог (немати среће, бога), укр. небог — несрећник, просјак. Ријеч „бог” била је саставни дио имена различитих божанстава — Дажбог, Црнобог и др. Словенски подаци и докази других архаичних индоевропских митологија омогућавају нам да у тим именима видимо одраз древног слоја митолошких представа Прасловена. Многи од ових ликова појављују се у причама из бајке.